# Ruth Reinhardt
Ruth Reinhardt (* 1988 in Saarbrücken) ist eine deutsche Dirigentin. Ihr Studium absolvierte sie in Zürich, Leipzig und New York City. Seit 2018 arbeitet sie als selbstständige Dirigentin mit verschiedenen Orchestern in Europa und den Vereinigten Staaten. Ende 2020 wurde sie zur Saarlandbotschafterin ernannt.

## Leben

### Jugend
Ruth Reinhardt wurde in Saarbrücken geboren. Sie besuchte die Waldorfschule im Saarbrücker Stadtteil Altenkessel bis zum Abitur. Bereits im Alter von sechs Jahren erhielt sie Geigenunterricht, später kam die Oboe hinzu. Sie sang im Kinderchor des Saarländischen Staatstheaters und spielte in mehreren Orchestern sowie ab dem Alter von 12 Jahren Kammermusik in einem Streichquartett. Mit 15 Jahren nahm sie als Oboistin eines Jugendorchesters an einem Musikworkshop in Frankreich teil. Da sie jedoch wegen einer Erkältung ihr Instrument nicht spielen konnte, versuchte sie sich als Dirigentin von Franz Schuberts 6. Sinfonie und entdeckte dabei ihre Begabung für diesen Beruf.
Mit 17 Jahren komponierte sie eine Kinderoper nach dem Buch Das kleine Gespenst von Otfried Preußler, die in der Alten Feuerwache in Saarbrücken-St. Johann aufgeführt und von ihr selbst dirigiert wurde.

### Studium
Nach dem Abitur studierte Reinhardt an der Zürcher Hochschule der Künste Violine bei Rudolf Koelman und begann die Ausbildung zur Dirigentin bei Constantin Trinks, dem ehemaligen Kapellmeister des Saarländischen Staatstheaters. In Zürich dirigierte sie die Premieren von zwei Kammeropern für Kinder: Die Kleine Meerjungfrau der Schweizer Komponistin Michal Muggli und Wassilissa des deutschen Komponisten Dennis Bäsecke. Von Zürich aus wechselte sie an die Musikhochschule nach Leipzig, wo sie beispielsweise an der Produktion der Fledermaus von Johann Strauss mitarbeitete. Anschließend erhielt sie ein Stipendium für die Juilliard School of Music in New York City. Dort erwarb sie ihren Mastertitel im Dirigieren bei Alan Gilbert, dem damaligen Chefdirigenten der New Yorker Philharmoniker und heutigen Chefdirigenten des NDR Elbphilharmonie Orchesters.
Nach ihrem Studium blieb Ruth Reinhardt mehrere Jahre in den Vereinigten Staaten. In der Saison 2015/2016 arbeitete sie bei den Seattle Symphonikern und anschließend als Assistenz-Dirigentin des Dallas Symphony Orchestra unter der Leitung von Jaap van Zweden. Während dieser Zeit erlangte sie ihren musikalischen Durchbruch, als sie kurzfristig für den erkrankten Dirigenten Stanisław Skrowaczewski einsprang. In der Saison 2017/18 war sie zusätzlich Dudamel Fellow bei Los Angeles Philharmonic.

### Selbstständigkeit
Seit 2018 arbeitet Reinhardt als selbstständige Dirigentin vor allem in den Vereinigten Staaten und Europa. Im Sommer 2018 arbeitete sie als Assistant Conductor an der Lucerne Festival Academy und dirigierte dort ein Konzert zusammen mit Sir Simon Rattle. Kurz darauf dirigierte sie erstmals das Königliche Philharmonische Orchester in Stockholm. In der darauffolgenden Saison dirigierte sie u. a. das Große Orchester Graz, Fort Worth, Malmö, sowie das norwegische Kristiansand Symfoniorkester. In der Saison 2019/20 dirigierte sie unter anderem das Deutsche Symphonie-Orchester Berlin, das hr-Sinfonieorchester in Frankfurt am Main sowie in den Vereinigten Staaten die Orchester in Detroit, Dallas, Indianapolis, Baltimore, Houston, Los Angeles und Saint Paul (Minnesota).
Im Juni 2020 wirkte sie in der Konzertreihe Stage@Seven des hr-Sinfonieorchesters mit und dirigierte dabei unter anderem die Kleine Nachtmusik von Wolfgang Amadeus Mozart und die Holberg-Suite von Edvard Grieg. In der Reihe Stage@Seven, die aufgrund der Corona-Auflagen entstand, sendete der Hessische Rundfunk montags bis freitags jeweils um 19 Uhr Konzerte im Livestream auf den Websites und Social-Media-Kanälen des hr-Sinfonieorchesters und der hr-Bigband. Im November 2020 wurde Ruth Reinhardt zur Saarlandbotschafterin ernannt. Im Januar 2022 sind Konzerte mit der NDR Radiophilharmonie Hannover geplant. Im Februar 2024 dirigierte sie das WDR-Sinfonieorchester, im Februar 2025 die Nürnberger Symphoniker.
Nach eigenen Angaben sind ihre musikalischen Vorlieben slawische oder ungarische Musik, Spätklassik und Frühromantik sowie die Musik des 20. Jahrhunderts. Reinhardt dirigiert häufig Werke von Antonín Dvořák, Johannes Brahms und Paul Hindemith.